# 10 Dywizja Wojsk Ochrony Obiektów Kolejowych NKWD
10 Dywizja Wojsk Ochrony Obiektów Kolejowych NKWD – jedna z dywizji wojsk ochrony obiektów kolejowych NKWD z okresu II wojny światowej, powołana 14 listopada 1939 we Lwowie.
Oddziały 10 Dywizji NKWD były używane w radzieckiej służbie okupacyjnej na części dawnych Kresów Wschodnich II RP, które w II połowie 1939 stały się tzw. Zachodnią Ukrainą.
Dywizja ta znalazła się później we Froncie Południowo-Zachodnim. Wycofana do Kijowa, wreszcie w październiku 1941 rozwiązana.

## Skład
- 58 Pułk Pograniczny NKWD – zdobyczny pociąg pancerny nr 55 „Bartosz Głowacki”
- 75 Pułk Pograniczny NKWD – zdobyczny pociąg pancerny nr 53 „Śmiały”
- 77 Pułk Pograniczny NKWD – zdobyczny pociąg pancerny nr 51 „Pierwszy Marszałek”